# Програмирано учење
Програмирано учење (или програмирана настава) је систем заснован на истраживању који помаже ученицима да успјешно уче. Сама метода је вођена истраживањима научника из области примјењене психологије и образовања.
Материјал за учење се налази у некој врсти уџбеника, наставне машине или рачунара. Наставни медијум представља тај материјал у логичном и тестираном низу. Текст може бити предстваљен у малим корацима или већим дијеловима. Након сваког корака (или дијела), ученицима се дају питања која провјеравају њихово разумијевање, а затим се одмах приказује тачан одговор. Ово значи да ученици у свим фазама дају одговоре и одмах добијају повратне информације о свом знању.
Предвиђајући програмирано учење Едвард Ли Торндајк је 1912. године написао сљедеће:
"Ако би се чудом механичке домишљатости књига могла тако уредити да би само оном ко је урадио оно што је упућено на првој страници постала видљива друга страница и тако даље, много тога што сада захтијева лична упутства (од стране наставника) могло би се замјенити штампањем."
Трондајк, међутим, није учинио ништа са својом идејом. Први такав систем осмислио је Сидни Левит Преси 1926. године. "Прву наставну машину је развио Сидни Левит Преси. Иако је првобитно развијена као машина за самооцјењивање, касније је показала своју способност да заправо подучава."

## Каснији развој програмираног учења
У Другом свјетском рату, када су војску углавном сачињавали регрути, велики нагласак је био на обуци. Оно што је научено у том периоду, имало је велики утицај на образовање и обуку послије рата. Једна од главних метода била је употреба филма као методе групне обуке. Истраживања ефикасности филмова за обуку рађена су у великом обиму.
Из истраживања се издвојило неколико закључака. Прво, филмови су били одлични у давању прегледа ситуације или операције, али мање успјешни у прелажењу преко детаља. Истиче се неколико општих обиљежја филма (а касније и телевизије), као што су то да филм иде својим темпом, да се од гледаоца не захтијева никакав специфичан одговори или активност и да је публика разнолика. Све ово даје назнаке за начине на који се наставни филмови могу побољшати.
У експерименту из 1946. године који је обављен на Univerzitet Jejl , у наставном филму о срцу и циркулацији, студентима су постављана питања након одређених дијелова филма, при чему су одмах добијали повратне информације о тачности својих одговора. Ово је значајно доприњело количини наученог градива из филма. Артур Алан Ламсдејн је прокоментарисао да је приказивање верзије са питањима ефикасно као и прикзивање филма два пута за редом, а при томе је и брже.  
Веза између овог експеримента и оних које је извео Сидни Левит Преси. Активни одговори ученика и корисне повратне информације о активностима су сада виђене као кључни елементи у сваком успјешном систему учења. Персијево дијело је било напола заборављено, али је сада препознато као значајно.

## Долазак програмираног учења

### Шта је то програмирано учење?
Ако је већ спроведено толико истраживања у учењу из наставних филмова, шта је то тачно додало у цијелу причу програмирано учење? Кракта одговор је "контрлу стимуланса", под којим се широко подразумијева сав наставни материјал. Такође, у програмираном учењу је предложен комплетан систем који је укључивао сљедеће фазе:
1. Циљеви курса су наведени у терминима који су објективни и мјерљиви.
2. Даје се предтест или се наводе почетна понашања.
3. Даје се крајњи тест.
4. Наставни материјали су испробани и ревидирани према резултатима (развојно тестирање).
5. Натавни материјали се конструишу према унапријед одређеној шеми (контрола стимуланса).
6. Наставни материјали се распоређују у одговарајуће кораке.
7. Ученик мора да реагује активно (не нужно отворено).
8. Договара се потврда одговора (сазнавање резултата).
9. Наставни медијум је примјерен предмету и ученицима.
10. Наставни материјали се представљају самостално или на начин који одговара ученику.

Клаус је дао корисну дискусију о различитим техникама прогрмирња учења.

### Два главна система програмираног учења
Иако је било предложено неколико система, овде ће бити расправе о два најпознатија.
Један је био предложен од стране психолога Нормана Краудера из америчког ваздухопловства. Од њега је било затражено да истражи обуку људи за одржавање авиона. Краудеров систем је био да постави питања са вишеструким избором у тексту и пружи повратну информацију за сваки могући одоговор. Примјери ове методе показују да су алтернативе понуђене у питањима изабране да покрију грешке које би ученици вјероватно направили. Краудеров систем, који је он назвао "интринзично програмирање" био је познатији под именом "програмирање гранања" због своји алтернатива са вишеструким избором.

Много познатији је био други систем програмираног учења који је предложио бихевиориста Барус Фредерик Скинер. Он је изнјео неке веома дјелотворне критике традиционалних наставних метода. Његова шема програмиране наставе је била да представи материјал као дио "распореда поткрепљења" на типичан бихејвиористички начин. Програмирани текст Скинерове теорије бихејвиоризма је најпотпунији примјер његових идеја на дјелу. Скинеров систем се генерално звао "линеарно програмирање" јер су његове активности биле смјештене у иначе континуирани текст. Он је био диван публициста за своје идеје, као што се може видити из овога пасуса:
"Постоји једноставан посао да се уради. Задатак се може рећи конркетно. Потребне технике су познате. Опрема се лако може обезбједити. Ништа не стоји на путу осим културолошке инерције... Ми смо на прагу узбудљивог и револуционараног периода у коме ће се научно проучавање човјека ставити у њеогв најбољи интерес. Образовање мора одиграти своју улогу. Мора прихватити чинјеницу да је свеобухватна ревизија образовне праксе могућа и неизбјежна.“
Обје су методе првобитно представљене у машинама, а касније у облику књиге. Оба система су била у одређеној мјери усмјерена на ученика кроз приступе подучавања појединачних ученика који су радили властитим темпом. Иако на различите начине оба система су користила знање о резултатим да унприједе учење. У оба система садржаји су предтестирани како би се идентификовали и уклонили проблеми. Оба система су нагласила јасне циљеве учења, а напредак у учењу је мјерен предтестовима и крањим тестовима еквивалентне тежине. Многи практични тестови су показали ефикасност ових метода.

## Каснији ефекти
Многе од ових идеја су покупљене и коришћене у другим образовним областима, као што су отворено учење и учење помоћу рачунара.
Идеје програмираног учења су утицале на Дјечију телевизијску радионицу која је урадила истраживање и развој за Улица Сезам. Употреба развојног тестирања и подјела појединачних програма на мале дијелове су карактеристични за програмирано учење.
Ово још више важи за Блуове Трагове, јер је њихов истраживачки тим за разлику Улице Сезам која је тестирала трећину својих епизода, тестирао сваку епизоду по три пута са дјецом узраста између двије и шест година у предшколским срединама као што су јавне школе и приватни центри за дневни боравак. Постојале су три фазе тестирања: евалуација садржаја, видео евалуација и анализа садржаја. Њихови тестови пилот епизода спроведени су широм Њујорка са преко 100 дјеце узраста од три до седам година, те су показали да се пажња и разумијевање младих гледаоца повећава са сваким поновљеним гледањем.

## Примјери
Дневни орални језик и Саксонска метода, математички програм, су специфичне имплементације програмираног учења које имају нагласак на понављању.
Добро познате књиге које користе програмирано учење укључују Боби Фишер подучава шах, Инжењерска математика од Кена Строуда и Рјешења диференцијалних једначина Лапласове трансформације - Програмирани текст од Роберта Струма. Неколико доступних уџбеника за учење страних језика такођер користи програмирано учење.
Одскора принципи програмираног учење су примјењени на обуку у рачунарским програмима.